# Андрей Краско
Андрей Краско (на руски: Андре́й Ива́нович Краско́) e руски съветски театрален и киноактьор

## Биография
Бащата на Андрей Краско е известния петербургски актьор Иван Краско, който при раждането му постъпва в Театралния институт. До тогава следва във Филологическия факултет на Лениградския университет, където се запознава със своята бъдеща съпруга Кира Василевна Петрова.
Когато е ученик в 6 клас, Андрей Краско се записва в Театъра на юношеското творчество, но за 4-те години в него работи основно като осветител. Подготвя се лошо за изпитите и не влиза от първия път в Актьорския факултет. Целия следващ сезон младежът прекарва като сценичен монтажник в театъра. Следващата година, отлично подготвен, е приет без всякакви спънки в класа на Аркадий Кацман и Лев Додин.

## Томски ТЮЗ
През 1979 година целият курс след завършването е разпределен в Томския театъп на юнните зрители. Това не предизвиква ентусиазъм у младите актьори. Андрей Краско издържа най-много от всички – повече от година, дори не се оплаква от нищо. През това време играе в 9 спектъла и според неговите думи придобива солидна професионална закалка. Все пак младият актьор с радост напуска Сибир, когато се появява възможността да се снима в киното по покана на режисьора Динар Асанов.

## Кукарача
В началото на 80-те години на XX век, след снимките при Динар Асанов, на Андрей Краско се удава възможност да постъпи в ленинградския театър „Ленински комсомол“ (днес „Балтийски дом“). Първото и единствено му за дълги години сериозно театрално участие е роля в спектакъла Кукарача, премиерата на който се състои прел 1982 г. Образът на милиционера Георги Тушурашвили, по прякор Кукарача, показва черти, несъответстващи на образа на защитник на съветския ред. Макар че Краско не е написал пиесата и че не и организатор на спектакъла, той пострадва най-много. Месец преди крайния срок получава повиквателна за постъпване в казармата.

## Военна служба
Военната си служба изкарва в ПВО в Архангелска област. Занимава се доста успешно с културно-масова дейност, като ръководеният от него състав е признат за най-добър. За добре организираните 2 концерта в Архангелск командващият генерал го награждава с домашен отпуск. Докато Андрей Краско служи във войската, умира Генадий Опорков, режисьор в Ленинградския театър, а без него по-нататъшната работа в театъра няма как да се получи.

## Кино
Не успял да намери работа в ленинградски театър, Краско заминава в провинцията. В трупата на театъра в Димитровград (Уляновска област), където намира работа, освен него има само още 1 актьор с висше актьорско образование. Когато го канят за снимките на филма „Пробив“, от театъра не искат да го пуснат и се налага да напусне.
След снимките на филма отново остава без работа. Роли в театъра не му се дават, а в киното получава малки епизодични роли. За да оцелее, актьорът заработва, като шие панталони, продава книжки, работи на гробище, ръководи заводски танцов кръжок, превозва стоки с кола, купена с взети на заем пари.
Нова страница в кариерата му дониса ролята в сериала „Агент от националната безопасност“ на Дмитрий Светозаров. Ролята на Андрей Краско написва старият му приятел Владимир Вардунас по молба на самия актьор. Благодарение на таланта и обаятелността на актьора появяващият се за кратко, макар и случайно, герой в сериала става душата на филма.
След този филм ролите заваляват като от рог на изобилието. Започвайки от 1998 г., когато излизат първите епизоди на „Агент от националната безопасност“, Краско дотогава няма година престой в киното. С режисьорите му провървява. Снима се във филмите на Рогожкин, Месхиев, Балабанов, Бодров-младши, Лунгин, Хотинеко, Фьодор Бондарчук, Литвинов.
В последно време Андрей Краско се снима в много филми, налага се да работи едновременно по няколко проекта. В това му помага истински професионалист – неговия агент Лиза Круцко, съпруга на Марат Башаров.

## Театър
През 1999 г. режисьорът Петр Шеришевский го кани за ролята на Александров в „Кучешки валс“ на Леонид Андреев. Спектакълът има успех и работата на Краско е забелязана от критиката. След година в „Приюта на коменданта“ Георгий Василев му дава поемата „Москва-Петушки“ на Венедикт Ерофеев, където актьорът блесва в ролята на Веничка. След това Краско изиграва ролята на войника на сцената на театър „Комисаржевски“ в постановката „Андора“ на Валерий Гришко.